# Прнявор (Капела)
45°59′ пн. ш. 16°48′ сх. д. / 45.98° пн. ш. 16.80° сх. д.
Прнявор (хорв. Prnjavor) — населений пункт у Хорватії, у Б'єловарсько-Білогорській жупанії у складі громади Капела.

## Населення
Населення за даними перепису 2011 року становило 22 осіб.
Динаміка чисельності населення поселення: